# Бременност при човека
 Тази статия е за бременността при човека.  За бременността при други животни вижте Бременност.  
Бременността при човека е период, през който полученият в резултат на оплождането нов организъм, наричан фетус или ембрион, се развива в матката на майката. В някои случаи броят на ембрионите е повече от един. Бременността обикновено приключва с раждане, което най-често става около 38 седмици след оплождането. При менструален цикъл с продължителност четири седмици този момент съответства приблизително на времето 40 седмици след последната менструация. Бременността обикновено се разделя на три основни етапа с продължителност по около три месеца, наричани триместри. По време на първия триместър има относително висок риск от спонтанен аборт. По време на втория триместър развитието на плода може да се наблюдава и диагностицира посредством редица методи. Началото на третия триместър е и така наречената повратна точка, след която плодът може да оцелее с или без медицинска помощ извън матката.
По време на бременността се използват различни термини за развиващия се нов организъм в зависимост от етапа на бременността. Развиващият се организъм се означава като ембрион от първата до 8-а седмица от зачеването, а след този повратен период до раждането той се нарича фетус (или плод).

## Продължителност
Въпреки че бременността започва с имплантацията на ембриона в матката, нейната продължителност, както и възрастта на плода, обикновено се измерват от първия ден на последния менструален период, който е по-лесен за установяване. За очаквана дата на раждане (термин) най-често се приема денят, който се пада 40 седмици след началото на последния менструален период, изчислен по правилото на Негеле. Понякога се използват и по-сложни алгоритми, които отчитат и други параметри, като това дали става дума за първо дете, възрастта на майката, продължителността и редовността на менструалния цикъл и други.
Дори и при използване на сложни методи, очакваната дата на раждане е само средна стойност. Реалната дата на раждане има значително разминаване със стандартно отклонение от 8 – 9 дни. Това означава, че по-малко от 5% от ражданията стават след точно 40 седмици, 50% са в рамките на една седмица преди и след очакваната дата и около 80% – в рамките на две седмици преди и след нея. Поради тази причина за бременности с нормална продължителност се приемат тези, при които раждането настъпва между 37-а и 42-рата седмица.
Ражданията преди завършването на 37-а седмица се разглеждат като преждевременни, а тези след 42-рата седмица – като преносвания. След 42-рата седмица рискът от усложнения, както при майката, така и при плода, нарастват значително, поради което дори при нормално протичаща бременност през 41 – 42 седмица от бременността лекарите често предпочитат да прибягнат до предизвикано раждане.
Раждането преди 39-а седмица, дори и да не се определя като преждевременно, увеличава риска от усложнения и преждевременна смърт, което се дължи на различни фактори, като недоразвити бели дробове, инфекции при недоразвита имунна система, проблеми при хранене заради недоразвит главен мозък и жълтеница поради недоразвит черен дроб.

## Развитие и физиология

### Физиологични промени
По време на бременност организмът на жената претърпява физиологични промени, които са напълно нормални и необходими за успешното износване на плода. Те включват увеличаване на белодробния и сърдечния дебит, повишаване на нивата на кръвната захар и на хормоните – прогестерон и естрогени.
Плодът може да се разглежда като един много успешен алографт, тъй като той е генетически различен от майката. Физиологичните промени, настъпили при бременната жена, имат за резултат имунна система, която е толерантна спрямо плода и не предизвиква неговото отхвърляне.

### Оплождане
Макар същинската бременност да започва с имплантацията на ембриона в матката, процесите, водещи до бременност, започват по-рано в резултат на сливането на женската (яйцеклетка) и мъжката (сперматозоид) полови клетки. Този процес се нарича оплождане (фертилизация) или зачеване, а получената при него клетка – зигота. Той активира програмата за развитие на яйцеклетката и хаплоидните ядра на двете полови клетки се сливат, образувайки генома на новия диплоиден организъм. Сливането на мъжката и женската полова клетка най-често става при полов акт, предизвикал спонтанна бременност. Развитието на методите за изкуствено осеменяване и инвитро оплождане прави възможно предизвикването на бременност и без полов акт.
Оплождането протича на няколко етапа, като прекъсването на всеки от тях може да го прекрати. В началото на процеса семенната течност претърпява поредица от изменения. Тъй като непосредствено след еякулацията семенната течност има силно ограничена способност за оплождане, в продължение на няколко часа в нея протича процес на капацитация. Той увеличава мобилността на сперматозоидите и отслабва тяхната мембрана, подготвяйки ги за акрозомната реакция, при която преминават през здравата външна мембрана на яйцеклетките.

### Първи триместър
Това са първите три месеца от бременността. През този период около 70% от бременните изпитват сутрешно неразположение. Скоро след оплождането зърната и ареолите на гърдите почват да потъмняват поради нарастване на нивото на хормоните. Този процес продължава през цялата бременност.
Към 7-ия ден след зачеването, зиготата достига така наречения бластоцистен стадий – вътрешните клетки стават по-големи и се съединяват, образувайки зародиша, а външните клетки се организират към периферията на яйцето и образуват така наречения трофобласт. В този период оплодената яйцеклетка се имплантира в лигавицата на матката (ендометриум), след което започва да се образува плацента, чрез която зародишът се храни и участва в кислородната обмяна. Обикновено бременните не усещат момента на имплантацията, но понякога тя е съпроводена с леко кървене.
През 3-тата седмица след зачеването се образува околоплодната кухина, а ембрионът по форма прилича на диск с размер не повече от 1 cm. Започва и оформянето на мозъка и сърцето. Дотогава сърцето е в примитивен стадий на развитие, но само след няколко дни то започва да помпи в първично образуваната кръвоносна система.
В периода 5 – 8-а седмица след зачеването започва да се оформя главата на зародиша, която е много по-голяма от тялото. Тя е приведена към него, но с растежа на зародиша постепенно се „изправя“. Оформят се вдлъбнатини за ушите. Първоначално разположените отстрани на главата очи започват да се доближават едно към друго. Развиват се краката, ръцете, ходилата и дланите. Забелязват се и първите наченки на пръсти.
При изследване с ултразвуков апарат (ехограф) се виждат и първите движения.

### Втори триместър
Това са 4, 5 и 6-и месец от бременността. През този период бременната жена е по-енергична. Започва нарастването на нейното теглото, а сутрешната неразположеност намалява и изцяло преминава към края на триместъра. Макар че плодът прави първите си движения още през първия триместър, те се усещат от бъдещата майка през втория триместър. Обикновено това се случва в 4-тия месец, между 20 и 21 седмица, но може и по-рано – през 19-а седмица – ако бременността не е първа. Но не е необичайно, ако бременната жена не усеща движенията на плода до по-късен етап от бременността.
През 4-тия месец се оформят индивидуалните черти на лицето на бебето. Краката се развиват по-бързо и са по-дълги от ръцете. Растат косата и ноктите. През този месец майката усеща движенията на бебето.
5-и месец – поникват мигли, пигментира се ирисът на очите, но клепачите все още са затворени. Бебето си смуче пръста – това му помага да усвои техниката на хранене от гърдите на майката след раждането. Движенията му се учестяват. Завършва развитието на слуха и започват да функционират бъбреците. Външните полови органи се разпознават и полът може да бъде установен чрез ехографско изследване.
6-и месец – все още ушите са долепени до главата. През този период завършва нагъването на кората на главния мозък. Плодът извършва слаби дихателни движения. Органите и системите все още не са укрепнали.

### Трети триместър
Това са 7, 8 и 9 месец от бременността. През този период теглото на бременната жена нараства най-бързо и увеличението му е най-съществено, тъй като плодът расте с около 28 g на ден. Движенията на плода стават силни и добре се усещат. Жената може да изпитва дискомфорт и болка, ако тези движения са близо до гръбначния стълб или ребрата. Коремът на жената променя формата си поради обръщането и слизането на плода. През този период при някои бременни има неприятни симптоми поради слабия контрол над пикочния мехур и болки в гърба.
7-и месец – бебето вече чува. При момчетата тестисите слизат до слабините и оттам – в скроталните торбички. Бебето е жизнеспособно, но ако се роди в този период, адаптацията към извънутробния живот е свързана с проблеми.
8-и месец – бебето расте усилено. Количеството на подкожната мазнина вече е достатъчна. Ноктите стигат до върха на пръстите. Все още не са напълно функционални белите дробове и черният дроб.
9-и месец – ноктите вече са над върховете на пръстите. Косменият мъх по тялото липсва или е незначителен. Косата се разграничава от челото. Всички органи и системи са готови за извънутробен живот. Предстои раждането.
- Eмбрион. 6-а седмица на бременност
- Фетус. 10-а седмица на бременност
- Фетус. 20-а седмица на бременност
- Фетус. 40-а седмица на бременност

- 1-ви месец на бременност
- 3-ти месец на бременност
- 5-и месец на бременност
- 9-и месец на бременност
- Анимация на растежа по месеци

### Раждане и следродилен период
Раждането е процесът, при който плодът напуска тялото на майката. Това е моментът, приеман за начало на живота на бебето, като в повечето култури от него се измерва възрастта на човека. За начало на раждането се приема започването на редовни контракции на матката, придружени с отваряне на маточната шийка. В повечето случаи то протича като вагинално раждане, но понякога се прибягва до хирургическа операция, известна като цезарово сечение.
Веднага след раждането за майката започва следродилният период. По отношение на новороденото периодът се нарича постнатален. Продължителността му е около 6 седмици. През това време тялото на майката постепенно се връща към състоянието си отпреди бременността – възстановяват се нивата на хормоните и размерите на матката и влагалището.

## Диагностициране
Бременността в началния ѝ стадий се установява както въз основа на субективните усещания на жената, така и с помощта на обективни медицински тестове.

### Физически признаци
Обикновено първият признак на започналата бременност е спирането на менструалния цикъл. Към симптомите на бременността през началните ѝ седмици спадат гаденето или повръщането (предимно сутрин, но не само), прекомерната умора и отпадналост, засиленият апетит към определени храни, свръхчувствителност и непоносимост към някои миризми, раздразненост и честа смяна на настроението, позиви за често уриниране (особено през нощта). Тези симптоми са типични, но се усещат в различна степен от бременните. Наличието или отсъствието им не е свързано еднозначно със започването или прекъсването на бременността. В някои случаи бременната жена не ги усеща, а в други – те могат да са причинени от някои болестни състояния. С развитието на бременността се уголемяват млечните жлези и коремът, понякога се появяват пигментни петна по лицето.

### Тест за бременност
Бременността се установява също с помощта на специални тестове, реагиращи на произвежданите от плацента хормони. Тестовете, основани на изследване на кръвта и урината, установяват бременността 12 дни след имплантацията на зародиша. Кръвният тест за бременност е по-чувствителен от теста на урината и по-рядко дава грешен негативен резултат. В домашни условия се прави тест на урината и бременността може да се установи 12 – 15 дни след оплождането.
Кръвният тест може да определи приблизително датата на зачеването. Същият, проведен 48 часа по-късно, дава полезна информация за развитието при рисковите бременности. При жени с кървене в началния период на бременността понякога се прави еднократен тест на нивото на прогестерона, за да се определи вероятността за спонтанен аборт.

### Ехографски преглед
Ранен ехографски преглед може да определи срока на бременността със сравнително добра точност. При този метод предполагаемата датата на раждане се установява чрез определянето размера на фетуса.

## Грижи при нормална бременност
При потвърдена бременност полезно е тя да бъде проследявана чрез системни пренатални консултации, за да се избегнат или да се установят навременно потенциалните усложнения. За тази цел се провеждат редовни посещения при личен лекар или гинеколог. През първия триместър прегледите и изследванията са насочени към ранно установяване на патологии на бременността и на генетични аномалии на плода. През цялата бременност се следи теглото на бременната, контролират се нейните кръвно налягане и сърдечна дейност, правят се рутинни изследвания на кръв и урина. Следи се също състоянието и развитието на плода. Честотата на прегледите се увеличава с напредването на бременността.

### Хранене
Важно условие за здрава бременност е качествената и балансираната храна. За осигуряване на нормалното развитие на плода и запазване здравето на бременната нейната диета трябва да е богата на въглехидрати, мазнини, протеини и да включва разнообразни плодове и зеленчуци. Препоръчват се също определени хранителни добавки.
Фолиева киселина – приемането на определени количества намалява риска от вродени дефекти на невралната тръба. Фолиевата киселина се съдържа в големи количества в спанака и се намира в редица други зеленчуци и плодове: салатите, броколите, цвеклото, аспержите, цитрусовите плодове.
Мастна киселина DHA Омега-3 – необходима е за развитието и функционирането на мозъка и ретината. Много е важно майката да поема адекватни количества Омега-3 както по време на бременността, така и след раждане. Плодът получава Омега-3 през плацентата, а на новороденото тази киселина се доставя с майчината кърма.
Микроелементи – необходими са за пълноценното развитие на плода. Понякога на бременната жена се препоръчва приемането на витамин Д и калций за развитие на костната система на плода. На жени, които развиват анемия, се предлагат препарати, съдържащи желязо.
При приготвяне на храната е важна хигиената в кухнята. Суровините, от които тя се приготвя, трябва старателно да се измиват, за да се премахнат патогенните бактерии, като листерия и токсоплазма. С листерия може да е заразена престоялата храна, месото, суровото мляко. Токсоплазмата се разпространява чрез котешки фекалии. Бременните са по-податливи на салмонела, с която могат да се заразят от яйца и домашни птици. Тези продукти могат да се консумират само след термична обработка. Рисковете от инфекциозни заболявания съществено намаляват при спазване на хигиенните изисквания.

### Увеличаване на тегло
Здравословното нарастване на теглото на бременната се определя от периода на бременността. Натрупването на теглото само частично е свързано с теглото на плода и на растящата плацента. В това натрупване се включва и увеличеното количество кръв, необходима за храненето на плода. Полезното нарастване на теглото е най-много през последните месеци на бременността.
Препоръчва се общото увеличение на теглото за целия период на едноплодна бременност да е в рамките на 11.3 – 15.9 kg.  За жени с тегло под норма наддаването може да е с 12.7 – 18 kg, а за тези с наднормено тегло препоръчва се то да не надвишава 6.8 – 11.3 kg.
Недостатъчното или прекомерното наддаване на теглото по време на бременността могат да застрашат здравето на майката и плода. С наднорменото тегло се свързват усложнения, като хипертония и прееклампсия при бременната и макрозомия при бебето. В този случай раждането също може да бъде съпроводено от усложнения – има риск бебето да получи раменна дистокия или да се появи необходимост от цезарево сечение. Когато наддаването по време на бременност е твърде голямо, затруднено е възстановяването на теглото на майката от преди забременяването.

### Употреба на лекарства
Приемането на лекарства по време на бременност може да има временни или трайни последствия за плода. Основното опасение при употребата на лекарствата е свързано с тяхната евентуална тератогенност (предизвикване на аномалии в развитието на плода). Затова лекарствата се приемат само по предписание на лекар, който е уведомен за текущата бременност.

### Въздействие на вредни вещества
Съвременната жена е изложена на влиянието на разнообразни токсини, които се съдържат в препарати за домашно почистване и някои козметични препарати. Освен това тя често се намира в среда, замърсена с пестициди и други химически вещества. Комбинираното действие на няколко вида химически вещества усилва техния негативен ефект.
- Алкохол – няма индикации, че малкото или умереното консумиране на алкохол по време на бременност води до увреждането на плода. Но няма и данни, гарантиращи пълната безопасност по отношение на плода.[31]
- Цигарен дим – децата, изложени на цигарен дим по време на своето пренатално развитие, могат да развият разнообразни поведенчески, неврологични и физически отклонения.[32]
- Марихуана – въздейства върху плода и води до намалена способност за концентрация и внимание, проблеми с говора, трудности при обучението и отклонения в поведението на децата.[33]
- Живак и метилживак – оказват вредно влияние върху нервната система, особено в периода на развитието на мозъка на плода. Метилживакът се намира в морски продукти и сладководни риби и попада в човешкия организъм чрез тяхна консумация.[34] Живакът се съдържа в много риби, но най-вече в едрите видове риба меч, акула, кралска скумрия, риба тон албакор. Поради тази причина препоръчва се седмичната консумация на риба да не надвишава 170 g.[34]
- Замърсяването на въздуха – води до увеличаването броя на преждевременни раждания, забавя растежа на плода, в някои случаи е вероятна причина за сърдечни и белодробни проблеми при новородените.[35]
- Олово – особено вреден за развитието на нервната система на плода. Прониква през плацентата и дори в малки количества може да предизвика интелектуални и поведенчески отклонения при децата.[36]

### Сексуален живот
При нормалното протичане на бременност сексуалният живот може да продължава, но според редица проучвания сексуалното желание на бременната и съответно сексуалните отношения бележат намаление. В рамките на цялостното намаление на сексуалното желание наблюдава се негово увеличение през втория триместър, последвано отново от спад в третия триместър.
При здрава бременност сексуалните отношения не носят риск нито за бременната, нито за плода. Важно е спазването на добра хигиена за предотвратяване на внасянето на инфекции. Няма специални условия или изисквания при извършването на половия акт – достатъчно е действията да са в рамките на здравия разум и избраните позиции да не водят до притискане на матката или до отпускането на пълното тегло на партньора върху корема на жената.

### Симптоми на дискомфорт
Дори при нормално протичаща бременност жената може да усеща всекидневен дискомфорт и е важно да се създават условия за облекчаване на неговите признаци.

#### Общи симптоми
- Умора – усеща се най-много през първия триместър.
- Бракстън Хикс контракции – спорадични маточни контракции, често неболезненни. Могат да се случват по няколко пъти на ден. Появяват се след 6-ата седмица на бременността, но се усещат по-късно.
- Едем (отичане) – причинява се от натиска на матката върху определени вени, което води то повишено хидростатично налягане в долните крайници.
- Често уриниране – причинява се от увеличен интраваскуларен (вътресъдов) обем, ускорена филтрация в гломерулите и натиск, оказван от разширяващата се матка върху пикочния мехур.
- Инфекция на пикочните пътища.[43]
- Варикозни (разширени) вени – причинява се от отпускане на венозната стена и повишено вътресъдово налягане.

#### Стомашно чревни симптоми
- Констипация (запек) – причинява се от намалената чревна дейност вследствие на повишения прогестерон. Влошава се от хранителните добавки, съдържащи желязо.[44] Запекът може да намалява с напредване на бременността. Подобряването се постига чрез промяна в хранителния режим и включване в него на повече влакнини (фибри).[44]
- Хемороиди – причиняват се от честите при бременни нарушения на венозното оттичане, от напрежението, свързано с констипацията, а също от повишеното интраабдоминално (вътрекоремно) налягане в по-късния период на бременност.[45] Симптомите отзвучават спонтанно след бременността, но са обичайни в дните след раждане.
- Киселини и гадене – възможно е да се дължи на гастроезофагеален рефлукс, възникващ в резултат на естественото по време на бременност отпускане на долния езофагеален сфинктер. Причинява се и от повишеното интраабдоминално налягане, предизвикано от разширената матка.

#### Кожни симптоми
Бременността често се съпровожда с появата на пигментни петна (хлоазма) по кожата на лицето. Петната са жълто-кафеникави на цвят и се разполагат симетрично по бузите, челото и слепоочията.
От 50% до 90% от жените развиват стрии по време на бременност. Стриите изглеждат като къси ивици и се появяват в резултат на разкъсване на връзките между отделните слоеве на кожата. Те се дължат както на растягането на кожата, така и на въздействието на хормоналните изменения върху кожната тъкан.  Срещат се по-често при младите жени, а също при жени, носещи по-едър плод, и при тези с наднормено тегло. Първоначално стриите са тъмночервени на цвят, след приключване на бременността те постепенно избледняват, но не минават изцяло. Появяват се най-често в областта на корема, гърдите, седалището и бедрата и могат да причиняват сърбеж и дискомфорт. Предлага се голямо разнообразие от мазила, съдържащи витамин Е – какаово масло, бадемово масло и зехтин, но няма данни те действително да водят до превенция или до намаляване на стриите.

#### Мускулно-скелетни симптоми
- Болки в гърба и таза – те се появяват с напредването на бременността.[49][44] Предполага се, че са предизвикани от изменението на стойката и това е причината болките да се засилват към края на деня.[44] Проучвания показват ползата от водни процедури, масаж и упражнения за гърба.[44] Положителен ефект може да има и подлагането на възглавниците под гърба по време на сън.[49]
- Спазми в прасците (крампи) – могат да бъдат много болезнени и от тях страда почти половината от бременните жени.[42] Спазмите обикновено се появяват през нощта и тяхната продължителност е от няколко секунди до минути.[50] За облекчаването на болките се използват разнообразни методи – специални чорапи, соли, калций, магнезий, но няма данни нито за тяхната ефективност, нито за безопасността им спрямо плода.[50]
- Синдром на карпалния тунел – това е тесен нервен провлак в китката, който вероятно се подува по време на бременност. Среща се при 21% до 62% от бременните. Усеща се като изтръпване или болка на ръцете.[51]